# Майянен, Паве
Пекка Юхани «Паве» Майянен (3 сентября 1950, Лаппеэнранта — 16 января 2021, Хельсинки ) — финский музыкант, певец, автор песен, басист, клавишник, барабанщик, гитарист и продюсер. Он учился анализированию аккордов в консерватории. Помимо сольной карьеры, Майянен известен как участник коллективов «Royals», «Rock’n’Roll Band», «Pepe & Paradise», а также как клавишник и продюсер групп «Dingo и Hurriganes». Первой работой Майянена в качестве продюсера был альбом Nuclear Nightclub коллектива «Wigwam». В список собственных хитов Майянена входят Lähtisitkö, Jano, Elämän nälkä, Ikävä и Sirkus saapuu tivoliin. В 2012 году Майянен получил награду «Iskelmä-Finlandia» («Шлягер Финляндии») . В 2015 году музыкант принимал участие в четвёртом сезоне телевизионного проекта «Vain elämää».

## Ранние годы
Майянен начал играть на губной гармонике и выступать перед публикой уже в шесть лет. Первая группа, в которой он состоял, — «Top Cats». В ней он был барабанщиком. Инструмент для репетиции он одолжил у гарнизонного оркестра города Лаппеэнранта, в котором провел своё детство. В своей следующей группе «Ours» Майянен сначала играл на барабанах, а затем на гитаре и на органе. Ансамбль гастролировал активнее предыдущего и участвовал в чемпионате Финляндии по року в Тампере. Очередной группой Майянена стал коллектив «Kopet». Группа заняла первое место в рок-конкурсе Финляндии и выступала на местном радиоканале города Лаппеэнранта. В 1969 году Майянен пытался поступить в спортивную школу, но его не приняли. В то время он активно и на профессиональном уровне занимался хоккеем .

## Профессиональный музыкант
Осенью 1969 года Хессу Хиетанен и барабанщик Раули Пуумалайнен пригласили Майянена в группу Джонни Лиебкинда. После летних гастролей группа, на тот момент уже называвшаяся «Mielikummitus», стала играть с финским певцом Кристианом (фин. Kristian). В это время Майянен переехал в Хельсинки. Работая с Кристианом, Майянен записал сингл Aquarius/Never My Lover.
Следующим ансамблем Майянена стал «Smokings». Во время работы с этой группой Майянен освоил навыки создания аранжировок. Карьера музыканта продолжилась в группе «Paradise», в которой он был басистом. Время, проведённое в этом коллективе, Майянен описывает как очень важное и поучительное. В 1973 году Майянен оставил группу, чтобы пройти военную службу.
Майянен пел также на альбомах гитариста Альберта Ярвинена. Первый сольный сингл Майянена Fever вышел в 1974 году. После этого он работал в коллективе «Rock’n’Roll Band», который вскоре распался из-за разногласий участников в стиле их музыки. Затем Майянен начал работу в группе «Royals». Для неё он впервые самостоятельно сочинил музыку. Работать продюсером Майянен начал в 1975 году. Его первой работой в этом качестве стал альбом Nuclear Nightclub группы «Wigwam». В то же время он также был продюсером «Dead End 5», «Rock’n’Roll Band» и «Jimi Sumén». Также он создавал аранжировки для многих других артистов и коллективов. В 80-е годы он стал продюсером знаменитых рок-групп «Hurriganes» и «Dingo».

## Сольная карьера
В начале восьмидесятых Майянен основал свою группу «Pave’s Mistakes», которая выпустила два альбома. Второй альбом Pidä huoltа стал первой финноязычной работой Майянена, а заглавная песня стала одним из самых крупных хитов 1981 года в Финляндии. Первый сольный альбом под именем Паве Майянена «Tanssivat kengät» вышел в 1983 году. На протяжении этого десятилетия Майянен сольно выпускал рок- и поп-музыку на финском языке. Майянен сам писал свою музыку под псевдонимом Майя Паавонен. В середине восьмидесятых Майянен был на пике славы. Альбомы «Maijanen» (1984) и «Palava sydän» (1985) были проданы в количестве более 50 000 экземпляров, а альбом «Maailman tuulet» (1987) — более 10 000 экземпляров. Самыми известными хитами Майянена стали Lähtisitkö, Jano, Joki ja meri, Elämän nälkä и Ikävä. В 1987 году певец выпустил англоязычный альбом Would You под псевдонимом MAYA.
В девяностые годы популярность Майянена снизилась. Сильным ударом стало для него последнее место на конкурсе «Евровидение» в 1992 году. Попытки Майянена воскресить былую славу были неудачными.
Майянен также писал музыку для телевидения. Он исполнил на финском языке песни для мультфильмов «Винни Пух» и «Утиные истории».
В 2014 году Майянен официально вышел на пенсию. Паве Майянен был женат на Лиисе Майянен. У них двое детей. Майянен активно занимался хоккеем в лиге ветеранов.
В 2020 году Майянен организовал собственную фотовыставку KUVA JA VALO, которая прошла в Хельсинки с 28 октября по 16 ноября. Тогда же, осенью 2020, Паве рассказал СМИ о том, что страдает Боковым амиотрофическим склерозом (БАС).
16 января 2021 года скончался от БАС в Хельсинки, Финляндия . Похоронен на кладбище Хиетаниеми.

## Коллективы
- The Top Cats (1964)
- Ours (1965—1968)
- Kopet (1968—1969)
- Mielikummitus (1969—1970)
- Smokings (1970—1971)
- Paradise (1971—1975)
- Wigwam (1975) (продюсер)
- Fyrkka (1974)
- Rock’n’Roll Band (1975 и 2005)
- The Royals (1975—1978)
- Mistakes (1980—1982)
- Palava Sydän (1985-87)
- Hurriganes (1980) (клавишник, продюсер)
- Dingo (продюсер 1984—1994, клавишник 1993—1994)
- Mestarit (1997—2002)
- Hector & Pave Maijanen Duo (2003)

## Сольные альбомы
- Fever / The Seventh Son (1974, сингл)
- Tanssivat kengät (1983)
- Maijanen (1984)
- Palava sydän (1985)
- Maailman tuulet (1987)
- Maya: Would You (1987)
- Kuutamokeikka (1990)
- No Joking (1991)
- Sirkus saapuu tivoliin (1994)
- Kohti uutta maailmaa (1998)
- Mustaa valkoisella (2000)
- Kaikessa rauhassa (2010)